# سلة (كرة السلة)

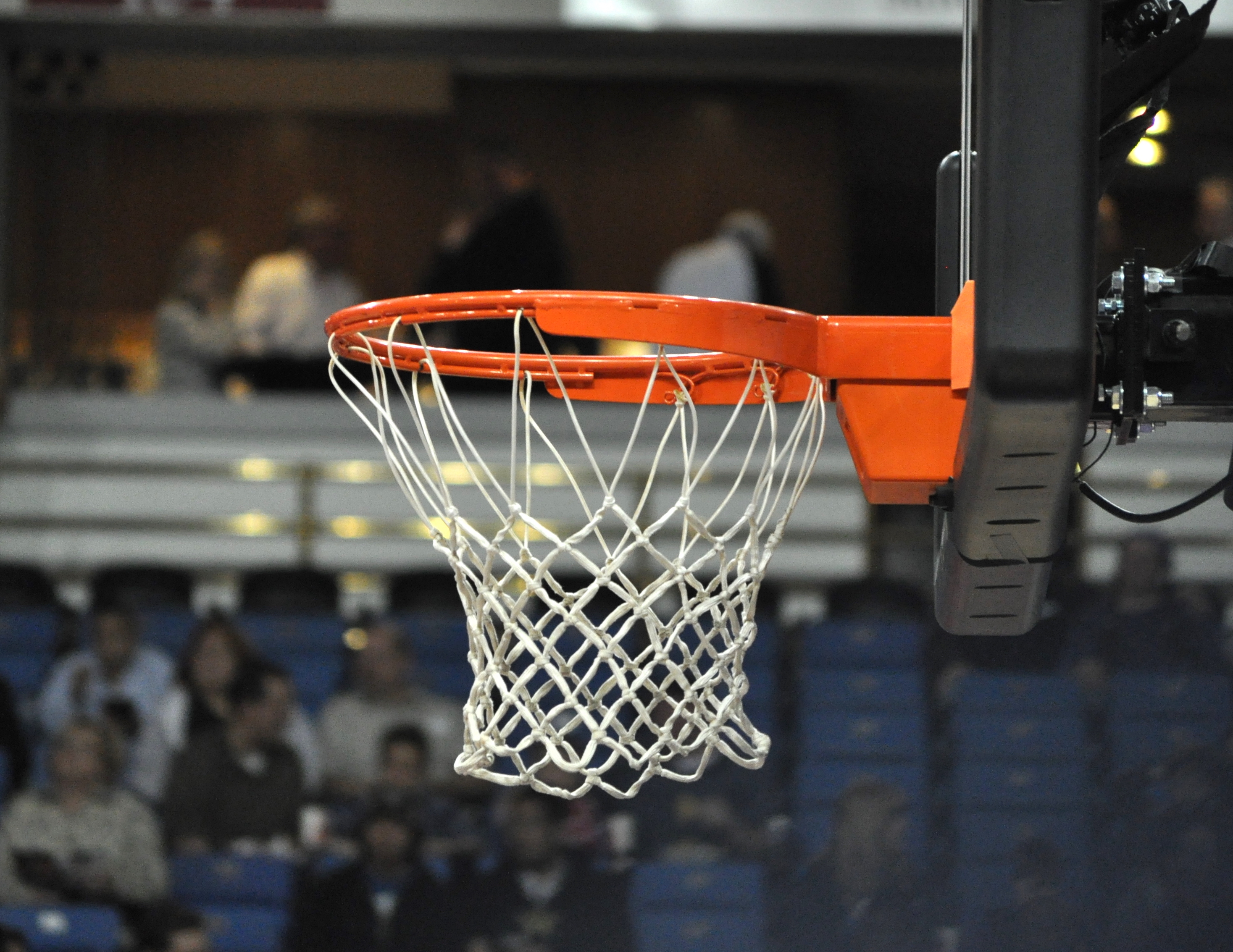
سلة كرة السلة

السلة قطعة من معدات كرة السلة تتكون من حافة وشبكة، تعلق على لوحة السلة.